# Cesare Nembrini Pironi Gonzaga

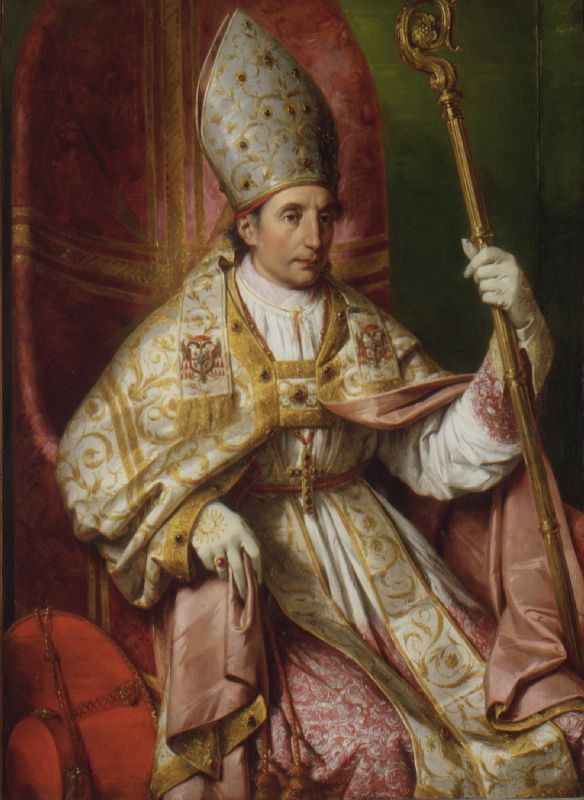
Kardinal Nembrini Pironi Gonzaga im bischöflichen Pontifikalornat (Gemälde 18. Jh.)

Cesare Nembrini Pironi Gonzaga (* 27. November 1768 in Ancona; † 5. Dezember 1837 in Umana) war ein italienischer Geistlicher, Bischof von Ancona und Kardinal.

## Leben
Die Familie der Marchese Nembrini gehörte seit 1639 zum Patriziat von Ancona. Der Herzog von Mantua Ferdinando Carlo Gonzaga gewährte den Nembrini das Recht, ihren Titeln den Namen „Gonzaga“ beizufügen. Cesare war der Sohn des Marchese Alessandro Nembrini, gentiluomo di Camera des Herzogs von Modena, und dessen Ehefrau Maria, einer Tochter des Marchese von Trionfi.
Cesare erhielt seine Bildung an den Kollegien von Recanati und Montalto, bevor er die Universität Bologna besuchte und dort am 10. Juni 1791 zum Doctor iuris utriusque promoviert wurde. Seine Studien setzte er von 1792 bis 1796 an der Päpstlichen Akademie für den kirchlichen Adel fort.
Er erhielt ein Benefizium der Pironi in Ancona und fügte deren Namen dem seinen hinzu. Anfang 1797 trat er als Hausprälat Seiner Heiligkeit in den Dienst der Kurie. Am 12. Januar 1797 wurde er Referendar an den Tribunalen der Apostolischen Signatur. Nach dem Ende der französischen Besetzung Roms ernannte ihn Papst Pius VII. am 30. Oktober 1800 zum Relator der Consulta. Er war am 4. Februar 1801 Mitbegründer der Accademia della Religione Cattolica, Gouverneur von Ascoli war er vom 21. Mai 1802 bis zum Februar 1807. Am 5. Juni 1803 empfing er die Priesterweihe und wirkte vom 5. Mai 1807 bis zum Juni 1808 als Gouverneur von Campagna e Marittima. Während der erneuten französischen Besetzung Roms zog er sich nach Ancona zurück. Nach der Wiederherstellung des Kirchenstaates war er Delegat in Perugia, Präsident der Provinz Faenza, Pro-Legat für die Romagna in Forlì und schließlich Apostolischer Delegat in Macerata. Am 1. Oktober 1817 wurde er zum Kleriker der Apostolischen Kammer, Präfekt der Archive und Vikar der Vatikanbasilika ernannt.
Papst Leo XII. ernannte ihn am 24. Mai 1824 zum Bischof von Ancona und Numana. Die Bischofsweihe spendete ihm am 7. Juni 1824 im Petersdom der Kardinalbischof von Albano Pietro Francesco Galleffi; Mitkonsekratoren waren Giuseppe Della Porta Rodiani, Lateinischer (Titular-)Patriarch von Konstantinopel und Vizegerent von Rom, sowie Filippo Filonardi, Päpstlicher Almosenier.
In seinem ersten Konsistorium am 27. Juli 1829 kreierte Papst Pius VIII. Cesare Nembrini Pironi Gonzaga zum Kardinalpriester, er war prima creatura des neugewählten Papstes. Am 30. Juli desselben Jahres empfing er den roten Hut und am 28. September 1829 wurde ihm Sant’Anastasia als Titelkirche übertragen. Als Kardinal nahm Cesare Nembrini Pironi Gonzaga am Konklave 1830–1831 teil, das Gregor XVI. zum Papst wählte.
Er starb am 5. Dezember 1837 in Umana (heute Numana) in den Marken als letzter der von Pius VIII. kreierten Kardinäle und wurde in der Kathedrale von Ancona beigesetzt. In seinem Testament vermachte er seine Bibliothek dem Bistum Ancona und seine Besitztümer den Armen.